# Begla
Begla (en francès Bègles) és un municipi francès situat al departament de la Gironda i a la regió de la Nova Aquitània. L'any 1999 tenia 22.475 habitants. Està situat sobre la riba esquerra de la Garona al sud dels afores de Bordeus.

## Evolució demogràfica
| Evolució de la població EHESS-Cassini i INSEE |       |       |       |       |       |       |       |       |
| 1793                                          | 1800  | 1806  | 1821  | 1831  | 1836  | 1841  | 1846  | 1851  |
| 2 115                                         | 1 526 | 1 903 | 2 050 | 2 322 | 2 518 | 2 592 | 2 745 | 2 844 |

| 1856  | 1861  | 1866  | 1872  | 1876  | 1881  | 1886  | 1891   | 1896   |
| ----- | ----- | ----- | ----- | ----- | ----- | ----- | ------ | ------ |
| 3 286 | 4 005 | 4 764 | 5 547 | 6 202 | 7 238 | 8 919 | 10 535 | 10 372 |

| 1901   | 1906   | 1911   | 1921   | 1926   | 1931   | 1936   | 1946   | 1954   |
| ------ | ------ | ------ | ------ | ------ | ------ | ------ | ------ | ------ |
| 12 104 | 12 588 | 14 055 | 16 590 | 18 349 | 21 582 | 20 989 | 22 590 | 23 176 |

| 1962   | 1968   | 1975   | 1982   | 1990   | 1999   | 2006 | 2011 | 2016 |
| ------ | ------ | ------ | ------ | ------ | ------ | ---- | ---- | ---- |
| 24 388 | 27 330 | 25 680 | 23 318 | 22 604 | 22 475 | -    | -    | -    |

| 2019 | - | - | - | - | - | - | - | - |
| ---- | - | - | - | - | - | - | - | - |
| -    | - | - | - | - | - | - | - | - |

## Administració
| Període   | Identitat               | Partit          |
| --------- | ----------------------- | --------------- |
| 1935-1941 | Lucien Lerousseau       |                 |
| 1941-1944 | Pierre Rosières         |                 |
| 1944      | Lucien Lerousseau       | CFLN            |
| 1944-1945 | Jean Bonnin             | FTP             |
| 1945-1947 | Marius Oliver           | PCF             |
| 1947-1959 | Marcel Bouc             | UNR             |
| 1959-1971 | René Duhourquet         | PCF             |
| 1971-1984 | Simone Rossignol        | PCF             |
| 1984-1989 | Bernard Moncla          | PCF             |
| 1989-2017 | Noël Mamère             | Les Verts       |
| 2017-     | Clément Rossignol Puech | Les Écologistes |

## Agermanaments
- Collado Villalba
- Bray/Bré
- Suhl